# Комітет Верховної Ради України з питань Регламенту та організації роботи Верховної Ради України
Комітет Верховної Ради України з питань Регламенту та організації роботи Верховної Ради України — колишній профільний комітет Верховної Ради України.
Створений 4 грудня 2007 р. як Комітет Верховної Ради України з питань Регламенту, депутатської етики та забезпечення діяльності Верховної Ради України.
Перейменований 4 грудня 2014 р.

## Сфери відання
Комітет здійснює законопроєктну роботу, готує, попередньо розглядає питання, віднесені до повноважень Верховної Ради України, та виконує контрольні функції у таких сферах відання:
- Регламент Верховної Ради України та парламентські процедури;
- правовий статус народних депутатів України;
- надання згоди на притягнення до кримінальної відповідальності, затримання чи арешт народного депутата України;
- дострокове припинення повноважень народного депутата України;
- несумісність депутатського мандата з іншими видами діяльності;
- правовий статус депутатських фракцій (депутатських груп);
- правовий статус комітетів та комісій Верховної Ради України;
- дисципліна та дотримання норм депутатської етики;
- матеріально-побутове забезпечення діяльності народних депутатів України;
- організація роботи Верховної Ради України та контроль за виконанням її апаратом функцій із забезпечення діяльності Верховної Ради України та її органів;
- кошторис Верховної Ради України.

## Склад VII скликання[3]
Керівництво:
- Макеєнко Володимир Володимирович — Голова Комітету
- Пишний Андрій Григорович — Перший заступник голови Комітету
- Карпунцов Валерій Віталійович — Перший заступник голови Комітету
- Демянко Микола Іванович — Заступник голови Комітету
- Швайка Ігор Олександрович — Заступник голови Комітету
- Матвєєв Валентин Григорович — Секретар Комітету
- Бойко Володимир Богданович — Голова підкомітету з питань Регламенту Верховної Ради України та парламентських процедур
- Аваков Арсен Борисович — Голова підкомітету з питань законодавства про статус народного депутата України
- Гурвіц Едуард Йосипович — Голова підкомітету з питань депутатської етики
- Дирів Анатолій Борисович — Голова підкомітету з питань організації роботи Верховної Ради України
- Головко Валерій Анатолійович — Голова підкомітету з питань забезпечення діяльності Верховної Ради України та народних депутатів України

Члени:
- Демидко Володимир Миколайович
- Єгоров Олександр Миколайович
- Єфремов Олександр Сергійович
- Москаленко Ярослав Миколайович
- Скубашевський Станіслав Валеріанович
- Федоряк Геннадій Дмитрович[4].

## Склад VIII скликання[5]
Керівництво:
- голова Комітету -
- перший заступник голови Комітету — Пинзеник Павло Васильович
- заступник голови Комітету — Арешонков Володимир Юрійович
- заступник голови Комітету — Купрієнко Олег Васильович
- секретар Комітету — Лубінець Дмитро Валерійович

Члени:
- Бондар Віктор Васильович
- Войцеховська Світлана Михайлівна
- Єфремова Ірина Олексіївна
- Кишкар Павло Миколайович
- Папієв Михайло Миколайович[2].